# Canton de Poitiers-3
Le canton de Poitiers-3 est une circonscription électorale française située dans le département de la Vienne et la région Nouvelle-Aquitaine.

## Géographie
Ce canton est organisé autour de Poitiers dans l'arrondissement de Poitiers. 

## Histoire
Le canton est créé en 1973, lors du redécoupage de la ville en cinq cantons. Poitiers était auparavant divisée entre les cantons de Poitiers-Nord et de Poitiers-Sud.
Il est modifié par le décret du 26 janvier 1982 créant les cantons de Poitiers-7 et Poitiers-6.
À la suite du redécoupage cantonal de 2014, les limites territoriales du canton sont à nouveau remaniées. Le nombre de communes du canton passe de 2+1 fraction à 1 fraction.
Le canton de Poitiers-3 est désormais formé d'une fraction de Poitiers. Il est entièrement inclus dans l'arrondissement de Poitiers. Le bureau centralisateur est situé à Poitiers.

## Représentation

### Représentation avant 2015
| Période | Période | Identité        | Étiquette       | Qualité                                                                                               |
| ------- | ------- | --------------- | --------------- | --- |
| 1973    | 2008    | Jacques Grandon | CD puis UDF-CDS | Avocat Sénateur (1986-1988) Ancien conseiller général du Canton de Poitiers-Nord (1965-1973)          |
| 2008    | 2015    | Michel Touchard | PS              | Médecin généraliste Adjoint au maire de Poitiers (1995-2008) Elu en 2015 dans le Canton de Poitiers-4 |

### Représentation après 2015
| Période élective | Période élective | Mandat | Mandat   | Identité             | Nuance | Nuance | Qualité |
| ---------------- | ---------------- | ------ | -------- | -------------------- | ------ | ------ | --- |
| 2015             | 2021             | 2015   | 2021     | Jean-Daniel Blusseau |        | PS     | Infirmier 14ème adjoint au maire de Poitiers Ancien conseiller général du Canton de Poitiers-7 (2008-2015) |
| 2015             | 2021             | 2015   | 2021     | Isabelle Soulard     |        | DVG    | Ecrivain, conférencière Vice-présidente du Comité de quartier « Autour du Pont-Neuf »                      |
| 2021             | 2028             | 2021   | en cours | Florence Harris      |        | PCF    | Professionnelle de santé                                                                                   |
| 2021             | 2028             | 2021   | en cours | Grégory Vouhé        |        | DVG    | Historien de l'art                                                                                         |

### Résultats détaillés

#### Élections de mars 2015
À l'issue du 1er tour des élections départementales de 2015, deux binômes sont en ballottage : Jean-Daniel Blusseau et Isabelle Soulard (PS, 35,04 %) et Stéphanie Delhumeau-Didelot et Sylvain Pothier-Leroux (UMP, 27,39 %). Le taux de participation est de 46,38 % (6 061 votants sur 13 069 inscrits) contre 51,35 % au niveau départemental et 50,17 % au niveau national.
Au second tour, Jean-Daniel Blusseau et Isabelle Soulard (PS) sont élus avec 57,54 % des suffrages exprimés et un taux de participation de 43,64 % (2 988 voix pour 5 703 votants et 13 069 inscrits).

#### Élections de juin 2021
Le premier tour des élections départementales de 2021 est marqué par un très faible taux de participation (33,26 % au niveau national). Dans le canton de Poitiers-3, ce taux de participation est de 32,89 % (4 100 votants sur 12 466 inscrits) contre 33,61 % au niveau départemental. À l'issue de ce premier tour, deux binômes sont en ballottage : Florence Harris et Gregory Vouhe (DVG, 40,4 %) et Pierre Goubault et Isabelle Soulard (Union au centre et à droite, 35,61 %).
Le second tour des élections est marqué une nouvelle fois par une abstention massive équivalente au premier tour. Les taux de participation sont de 34,36 % au niveau national, 33,96 % dans le département et 32,29 % dans le canton de Poitiers-3. Florence Harris et Gregory Vouhe (DVG) sont élus avec 52,43 % des suffrages exprimés (1 974 voix pour 4 026 votants et 12 469 inscrits),,. 

## Composition

### Composition de 1973 à 1982
Le canton de Poitiers-3 était formé de :
- Mignaloux-Beauvoir
- la  portion de territoire de la ville de Poitiers délimitée par l'axe des voies ci-après : rue de la Chatonnerie non comprise, faubourg du Pont-Neuf côté impair et pair à partir du numéro 112, rue Jean-Jaurès côté pair, rue du Marché, rue des Cordeliers côté pair, rue Gambetta du numéro 3 au numéro 15, place Alphonse-Lepetit, rue Boncenne côté pair, rue des Carmélites non comprise, rue du Moulin-à-Vent non comprise, rue de la Croix-Blanche, place Charles-VII, rue René-Descartes, rue du Trottoir, rue Sylvain-Drault, rue du Jardin-des-Plantes, rue des Quatre-Roues à partir du numéro 70 et numéro 137, rue de la Cueille-Aiguë côté pair, rue de Marbourg côté pair, rue de Nimègue côté pair, rue des Deux-Communes côté pair à partir du numéro 96 et la rue de la Charletterie côté impair.

### Composition de 1982 à 2015

Carte de localisation du canton de Poitiers-3 dans le département de la Vienne, redécoupage de 1982.

Le canton de Poitiers-3 était composé de :
- Mignaloux-Beauvoir
- la portion de territoire de la ville de Poitiers délimitée par la rue de la Châtonnerie (non comprise) depuis sa jonction avec la limite Sud de la commune de Poitiers, le Faubourg du Pont-Neuf (côté impair), la rue Jean-Jaurès (côté pair), la rue du Marché (côté pair), la rue des Cordeliers (côté pair), la rue Gambetta (du n° 1 au n° 15), la place Alphonse-Lepetit (côté pair), la rue Boncenne (côté pair), la rue des Carmélites (non comprise), la rue du Moulin-à-Vent (non comprise), la rue de la Croix-Blanche (comprise), la place Charles-VII (comprise), la rue Descartes (comprise), la rue du Trottoir (comprise), la place de la Liberté (comprise), la rue Sylvain-Drault (comprise), la rue du Jardin-des-Plantes (comprise), la partie du boulevard Chasseigne située dans le prolongement de la passerelle des Quatre-Roues face au jardin des plantes (non comprise), la rue des Quatre-Roues (comprise), la rue de Montbernage (comprise), la côte de Monthernage (comprise), la rue du Rondy (comprise) jusqu'à l'avenue John-Kennedy (rocade Est), l'axe de la rocade Est jusqu'à l'avenue Jacques-Cœur, l'avenue Jacques-Cœur (comprise) jusqu'à la limite entre les communes de Poitiers et Mignaloux-Beauvoir, la limite Sud de la commune de Poitiers jusqu'à la rue de la Châtonnerie.

| Nom                  | Code Insee | Intercommunalité  | Population (dernière pop. légale)               |
| -------------------- | ---------- | ----------------- | ----------------------------------------------- |
| Poitiers (chef-lieu) | 86194      | CU Grand Poitiers | Fraction : 26 843(2014) Commune : 87 435 (2014) |
| Mignaloux-Beauvoir   | 86157      | CU Grand Poitiers | 4 127 (2014)                                    |

### Composition depuis 2015
| Nom                              | Code Insee | Intercommunalité  | Superficie (km2) | Population (dernière pop. légale)                | Densité (hab./km2) | Modifier                                    |
| -------------------------------- | ---------- | ----------------- | ---------------- | ------------------------------------------------ | ------------------ | ------------------------------------------- |
| Poitiers (bureau centralisateur) | 86194      | CU Grand Poitiers | 42,11            | Fraction : 27 309 (2022) Commune : 89 472 (2022) | 2 125              | modifier les données · modifier les données |
| Canton de Poitiers-3             | 8615       |                   |                  | 27 309 (2022)                                    |                    | modifier les données                        |

Le canton de Poitiers-3 comprend désormais la partie de la commune de Poitiers située à l'est d'une ligne définie par l'axe des voies et limites suivantes : depuis la limite territoriale de la commune de Buxerolles, rue de Bonneuil-Matours, avenue John-Kennedy, rue de Bourgogne, rue de Marbourg, rue de Provence, avenue Georges-Pompidou, chemin des Grandes-Dunes, boulevard des Hauteurs, chemin des Crêtes, avenue de l'Europe, rue de l'Intendant-Nain, place Jean-de-Berry, boulevard Jeanne-d'Arc, boulevard du Grand-Cerf, boulevard de Solférino, rue de la Marne, rue des Écossais, place Aristide-Briand, rue Victor-Hugo, rue Charles-Gide, rue Sadi-Carnot, rue Saint-Nicolas, rue de Magenta, rue Jean-Alexandre, rue du Maréchal-Foch, square du Maréchal-Foch, rue Girouard, rue Saint-Grégoire, rue de Tison, boulevard François-Albert, rue Saint-Cyprien, pont Saint-Cyprien, cours du Clain, rue du Faubourg-du-Pont-Neuf, rue de la Pierre-Levée, avenue du Recteur-Pineau, rocade Est, voie pénétrante Est (voie André-Malraux), rue de Geniec, jusqu'à la limite territoriale de la commune de Mignaloux-Beauvoir.

## Démographie

### Démographie avant 2015
| 1975 | 1982 | 1990   | 1999   | 2006   | 2011   | 2012   |
| ---- | ---- | ------ | ------ | ------ | ------ | ------ |
| -    | -    | 18 393 | 22 467 | 24 778 | 24 243 | 24 307 |

### Démographie depuis 2015
En 2022, le canton comptait 27 309 habitants, en évolution de +1,65 % par rapport à 2016 (Vienne : +0,6 %, France hors Mayotte : +2,11 %).
| 2013   | 2018   | 2022   |
| ------ | ------ | ------ |
| 26 448 | 26 480 | 27 309 |